# Елеонора София фон Саксония-Ваймар
Елеонора София фон Саксония-Ваймар (на немски: Eleanore Sophie von Sachsen-Weimar; * 22 март 1660,Ваймар; † 4 февруари 1687, Лаухщет) от Ернестинските Ветини е принцеса от Саксония-Ваймар и чрез женитба херцогиня на Саксония-Мерзебург-Лаухщет (1684 – 1687).

## Живот
Тя е третата дъщеря на херцог Йохан Ернст ІІ фон Саксония-Ваймар (1627 – 1683) и съпругата му Кристиана Елизабет фон Холщайн-Зондербург-Францхаген (1638 – 1679), дъщеря на херцог Йохан Кристиан фон Шлезвиг-Холщайн-Зондербург-Францхаген.
Елеонора София се омъжва на 9 юли 1684 г. във Ваймар за херцог Филип фон Саксония-Мерзебург-Лаухщет (1657 – 1690) от Албертинските Ветини, петият син на херцог Кристиан I фон Саксония-Мерзебург (1615 – 1691) и Кристиана фон Шлезвиг-Холщайн-Зондербург-Глюксбург (1634 – 1701). Те имат децата:
- Христина Ернестина (1685 – 1689)
- Йохан Вилхелм (1687)

Тя умира на 4 февруари 1687 г. на 26 години в Лаухщет. Съпругът ѝ се жени на 17 август 1688 г. в Бернщат за Луиза Елизабет фон Вюртемберг-Оелс (1673 – 1736).